# Eldorádó-ház
Az Eldorádó-ház (The Eldorado) luxusapartman-ház New York Manhattan városrészében, a Central Park nyugati oldalán (Central Park West).
Az Eldorádó-ház New York jellegzetes épületei közé tartozik, egyben a legtöbbet fotózott épület a Central Parkra néző épületek között.
Az Eldorádó-házat egy luxusházépítő társaság építtette, a legészakibb a Central Park nyugati oldalán található kéttornyú épületek között. Jellegzetes képe uralja a Central Park nyugati oldalát.
A ház art déco stílusban épült, és luxusapartmanjai a nyugati 90. és a nyugati 91. utca között a Central Park Jacqueline Kennedyről elnevezett mesterséges tavára néznek.

## Történet
A ház nevét egy korábban ott állt El Dorado nevű 8 emeletes házról kapta, melyet 1902-ben építettek, majd később lebontottak. Az 1929-es tőzsdekrach a már korábban elkezdődött építkezést lelassította, és 1931-ben árverésre került. A korábbi építtető elvesztette a házat, melyet a Central Park Plaza Corporation nevű társaság vett meg és ők fejezték be az építkezést.
Az első lakói Royal Copeland New York-i szenátor, a reformjudaizmus neves rabbija, dr. Stephen S. Wise és Barney Pressman, a Barneys New York (luxus áruházlánc) alapítója. Az épület többnyire a felső tízezer körében kedvelt, az apartmanok árai a legmagasabbak közé tartoznak New Yorkban. Utóbbi időkben híres lakói többek között:  Alec Baldwin, Faye Dunaway, Garrison Keillor, Tuesday Weld, Michael J. Fox, Sinclair Lewis.

## Építészet
Az épület 30 emeletes. A legmagasabb emeletek a két ikertoronyban vannak, a másik három „testvérházhoz”  hasonlóan (The San Remo, The Century és a The Majestic). Az épület 1929–1931 között épült, Margon & Holder tervei szerint. A két torony festett fémdíszítése Emery Roth munkája. Az épület a tornyok futurisztikus szobrászati kivitele, formája és anyaga miatt is New York egyik legszebb art déco épülete. A két torony lépcsőzetes ornamentikában végződik, absztrakt geometriai csúcsban. A részletek kőutánzatú gipszminták és bronz domborművek. A kéttornyú kivitel hasonló a „The Beresford” palotához, mely 1929-ben néhány hónappal előbb készült el.

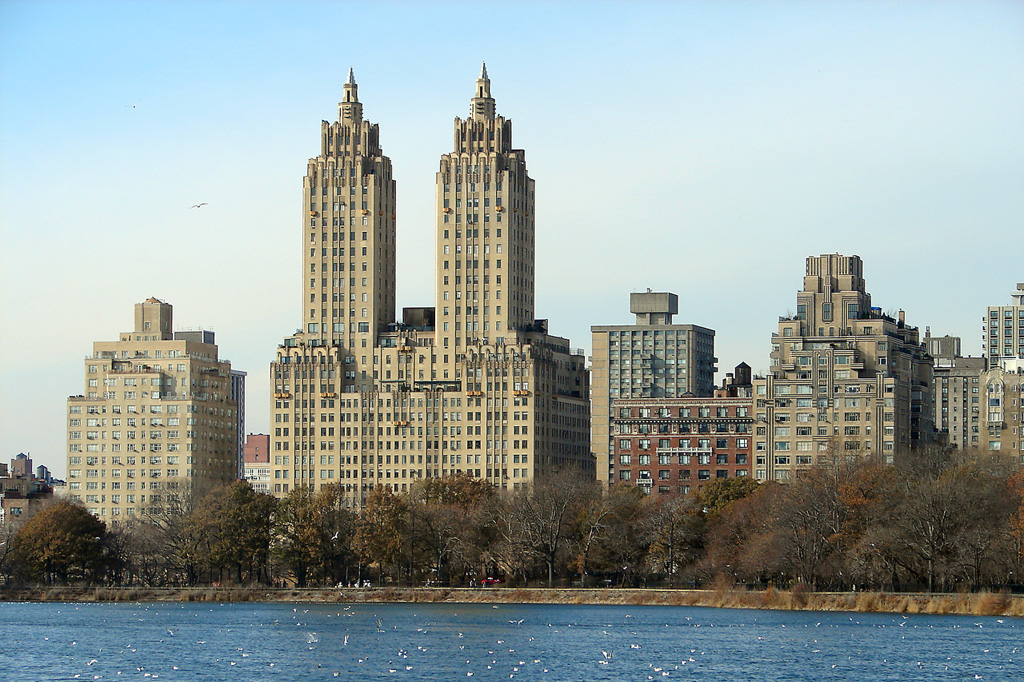
Az Eldorádó-ház, a Central Parkban levő Jacqueline Kennedy-tóról nézve